# Rosa Damasceno
Rosa Angélica Damasceno Rosado Brazão, mais conhecida por Rosa Damasceno (São Pedro da Cova, 23 de fevereiro de 1845 — Gradil, 5 de outubro de 1904) foi uma célebre atriz de teatro portuguesa.

## Biografia
Rosa Damasceno nasceu na freguesia de São Pedro da Cova, concelho de Gondomar, a 23 de fevereiro de 1845. Era filha de Francisco de Paula Damasceno Rosado, militar natural do Porto e de sua segunda esposa, Maria da Conceição de Macedo, natural de Lisboa.
Após a morte precoce do pai, vai com a sua mãe para o Alentejo, onde entrou como atriz amadora numa companhia ambulante, dirigida por um antigo ator e empresário, chamado Lopes. Com esta companhia percorre diversos teatros das Províncias, demonstrando já as suas qualidades, até que Marcolino Pinto Ribeiro, antigo ator do Teatro Nacional D. Maria II, vendo-a representar, tão entusiasmado ficou que a aconselhou e à mãe, que viessem para Lisboa porque a novel atriz tinha bastante mérito para fazer uma carreira artística distinta. Marcolino apresentou-a então ao comissário régio, o Dr. Luís da Costa Pereira, que a admitiu, e lhe deu um pequeno papel, escriturando-a às noites, como se usava muitas vezes nessa época.

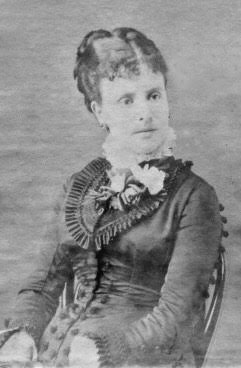
Retrato fotográfico de Rosa Damasceno aos 30 anos (Biblioteca-Arquivo do Teatro Nacional D. Maria II, Alfred Fillon, 1875).

Chegando aos ouvidos do empresário Francisco Palha, que em breve ia abrir o Teatro da Trindade, as disposições para a cena e os dotes de formosura de que era dotada Rosa Damasceno, propôs-lhe escritura e ela aceitou, realizando a sua brilhante estreia profissional na récita da inauguração do Teatro da Trindade, a 30 de novembro de 1867, entrando nas duas peças que nessa noite se representaram: A mãe dos pobres, drama em 5 atos de Ernesto Biester e O Xerez da Viscondessa, comédia em 1 ato traduzida por Francisco Palha. O êxito que obteve foi dos mais satisfatórios e a carreira triunfal de Rosa Damasceno estava iniciada.
Passou então a representar em grande parte do repertório, cultivando a revista, a zarzuela e a opereta, em que muito sobressaía a sua voz maleável e de timbre agradável, sendo logo classificada como primeira ingénua do Teatro Português, destacando-se também no drama e na tragédia. Das peças em que mais obteve sucesso, destacam-se: A família Benoiton, Conspiração na aldeia, O sr. Procópio Baeta, As pupilas do Sr. Reitor, Boa desforra, Última moda, Casamento singular, As amazonas de Tormes, Ouros, copas, espadas e paus, Campainhas, Avarento, Baile da condessa, Novelia em acção, Casa de Orates, Pior inimiga, Quem desdenha, Um murro e um lenço, Quatro mulheres numa casa, Mãos de fidalgo, Amores de primavera, O Barba Azul, A gata borralheira, O rouxinol das salas, A morgadinha de Valflor, As três rocas de cristal, etc. António de Sousa Bastos, na sua obra Carteira do artista: apontamentos para a história do theatro portuguez e brazileiro (1898), refere, acerca da atriz: "(...) elegancia, formosura, distincção, voz encantadora, olhar expressivo, intelligencia clara, tudo o que o palco reclama, encetou a carreira como poucas a acabam e fez sempre brilhante figura em todas as peças em que tomou parte."

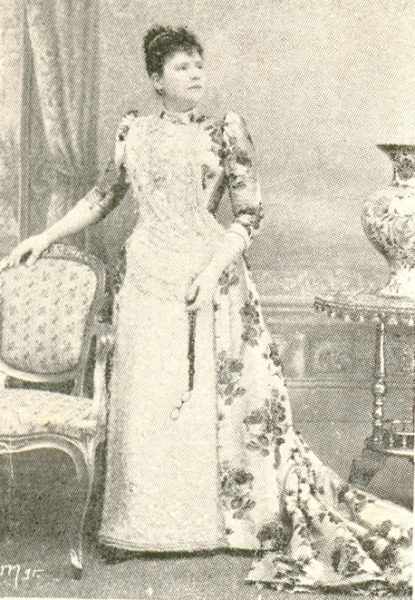
Retrato de Rosa Damasceno na peça O íntimo (Revista Brasil-Portugal, 16 de outubro de 1904).

Rosa Damasceno passou depois para o Teatro Nacional D. Maria II, cuja adjudicação à empresa Biester, Brazão e C.ª, à qual Rosa Damasceno pertencia, deu origem a um incidente, na récita de abertura, com a peça Corte da Aldeia: o público, irritado pela afronta de o governo ter retirado da gerência do primeiro teatro português o grande mestre José Carlos dos Santos e o ter dado à especulação particular, mostrava ruidosamente a sua indignação, imperando o assobio e a pateada, sendo atribuída a culpa a Rosa Damasceno, que foi injustamente vaiada. Em pouco tempo, no entanto, o seu notável talento conseguiu que tudo fosse esquecido, tendo o público aplaudido calorosamente os seus papeis nas peças: O Amigo Fritz, A mantilha de renda, João Thommeray, Madrugada, Tio Milhões, O Alfageme de Santarém, Os velhos, O Marquês de Villemer, Sociedade onde a gente se aborrece, Os fidalgos da casa mourisca, Duque de Viseu, Varina, Cigarra, Arlesiana, Abade Constantino, Fourchambault, D. Afonso VI, Alcácer-Quibir, O íntimo, Guerra em tempo de paz, Amigo das mulheres, O bibliotecário, D. Leonor Teles, Hamlet, Triste viuvinha, Meter-se a redentor, Fedora, O grande industrial, etc.
Atriz de grandes paixões, ganhou multidões de admiradores, das quais o mais célebre foi o Rei D. Luís I, com quem manteve um romance muito polémico na época. Especulava-se que o seu único filho, Manuel Maria Damasceno Rosado, nascido em 1867 e baptizado como filho de pai incógnito, seria filho do Rei. D. Luís, para além de lhe comprar uma casa na Avenida da Liberdade, de lhe oferecer a Quinta de Santana, na freguesia do Gradil, onde também mandou construir um pequeno teatro e de lhe mandar entregar trezentas libras por mês, também traduz peças para ela representar. Manuel, que foi funcionário da Alfândega de Lisboa, casou com Júlia Emília Brazão, irmã mais nova do seu futuro padrasto, Eduardo Brazão, tendo única filha, Maria das Dores Damasceno Rosado, nascida em 1887.

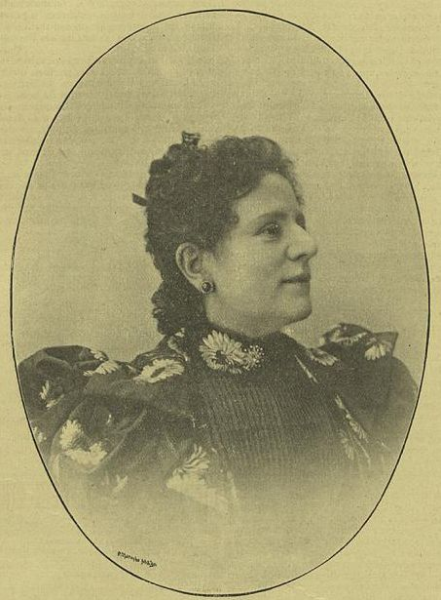
Retrato de Rosa Damasceno aos 43 anos (O Occidente, 10 de novembro de 1898).

A 15 de abril de 1893, casou com o ator Eduardo Brazão, na Igreja do Santíssimo Coração de Jesus, em Lisboa. Passou, depois, a fazer parte do elenco da grande Companhia Rosas & Brazão, que atuou, durante muito tempo, no Teatro D. Amélia. Permaneceu neste teatro, desde 1898 até à data do falecimento, aumentando consideravelmente o seu enorme repertório, apresentando-se nas peças O que morreu de amor, Maridos de Leontina, Amor de mãe, Meia noite, Degeneradas, Corrida do facho, Fromont & C.ª, Castelo histórico, Outro Eu, Pouca sorte, Torrente, Auto pastoril, Segredo do Polichinelo, Paço de Veiros, Ressurreição, Cruz da esmola, Segredo da confissão, A casa Bonardon, A ceia dos cardeais, Tragédia antiga, etc. Em 1892, fez uma digressão ao Brasil, representando em São Paulo, Rio de Janeiro e Juiz de Fora.
A sua última peça foi O adversário, de Alfred Capus e Emmanuel Arène, tradução de Cunha e Costa, em cena a partir de 26 de março de 1904, onde representou a personagem "Madame Bréautin", ao lado do marido, Lucília Simões, Augusto Rosa, Carlos de Oliveira, Maria Pia de Almeida, Jesuína Saraiva, entre outros.

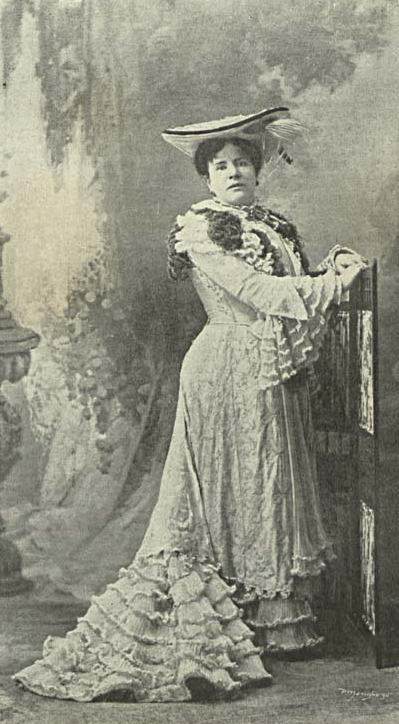
Último retrato de Rosa Damasceno (Revista Brasil-Portugal, 16 de outubro de 1904).

Faleceu na Quinta de Santana, onde passava os verões, na freguesia do Gradil, concelho de Mafra, a 5 de outubro de 1904, aos 59 anos de idade. O féretro da atriz foi conduzido a Lisboa por locomotiva, chegando à Estação Ferroviária do Rossio no dia 6. Foram inúmeras as homenagens à atriz, cujo funeral contou com a presença de cerca de duas mil pessoas de todas as classes sociais, sendo o acontecimento noticiado em todos os periódicos da época. À sepultura discursaram Eduardo Schwalbach e António Pinheiro, sendo a atriz inumada em jazigo de família, no Cemitério dos Prazeres, em Lisboa. A 10 de outubro, as revistas O Occidente e Illustração Portuguesa, publicam dois textos biográficos da falecida, onde exaltam as suas qualidades: "Morreu a grande actriz Rosa Damasceno, desappareceu essa gloriosa figura de mulher, que conservou todo o encanto da voz e da belleza como uma privilegiada excelsa que caminhasse sempre n'uma aureola, n'um nimbo de luz. Era ella a mais soberana encarnação d'artista do theatro portuguez, era ella a mais seductora das mulheres consagradas e que na velhice sabia encontrar sempre a nota amorosa, cariciosa e musical ao fazer aquelles papeis de ingenua, papeis inolvidaveis que ficarão como padrões na historia do theatro nacional."; "Vasto repertorio conta em sua luminosa carreira, sem um esmorecimento, sem uma hesitação. A sua figura gentil e soberana moldava-se a todas as personagens, quer fossem uma princeza ou uma simples aldeã; a melodia da sua voz era sempre um encanto que nos sensibilisava, ora fazendo-nos affluir as lagrimas aos olhos, ora desprendendo-nos o riso dos labios."
Foi homenageada na renomeação do Teatro de Santarém para Teatro Rosa Damasceno, após, em 1894, representar brilhantemente a peça O Amigo Fritz pela Companhia de Teatro Normal de Lisboa, fazendo com que a direção do Clube de Santarém mudasse o nome ao seu teatro, dando-lhe o nome da atriz.
O seu nome faz parte da toponímia de: Almada (freguesia de Charneca de Caparica), Cascais (freguesia de São Domingos de Rana), Gondomar (freguesia de São Pedro da Cova), Lisboa (freguesia de São Jorge de Arroios) e Seixal (freguesia de Fernão Ferro).